# Плеша (Горж)
Плеша (рум. Pleșa) насеље је у Румунији у округу Горж у општини Бумбешти-Жиу. Oпштина се налази на надморској висини од 314 m.

## Становништво
Према подацима из 2002. године у насељу је живело 414 становника, од којих су сви румунске националности.